# Nelli Nikolajewna Saschina
Nelli Nikolajewna Saschina (russisch Нелли Николаевна Сажина; * 23. Januar 1938 in Satka; † 4. März 1996 in Chișinău) war eine sowjetisch-moldauische Bildhauerin und Keramikerin.

## Leben
Saschina kam 1946 mit ihren Eltern nach Chișinău. Sie studierte 1960–1966 an der Leningrader Muchina-Kunstgewerbehochschule am Lehrstuhl für Keramik und Glas bei W. F. Markow und Wladimir Sergejewitsch Wassilkowski.
Ab 1967 arbeitete Saschina im Kunstfonds der Moldauischen Sozialistischen Sowjetrepublik und beteiligte sich an in- und ausländischen Ausstellungen. 1969 wurde sie Mitglied der Künstlerunion der UdSSR. Sie nahm an internationalen Keramik-Wettbewerben in Vallauris (1978, 1988) und Faenza (1983, 1987, 1989) teil.

## Werke
- Musen (6 Figuren, Höhe 220 cm, Architekt A. Gorschkow, 1980), Foyer des Moldauischen Opern- und Ballett-Theaters, Chișinău[2]
- Physiker (400 × 300 cm, Architekt Walentin Petrowitsch Mednek, 1982), Hauptgebäude der Moldauischen Akademie der Wissenschaften, Chișinău[2]
- Weißer Strauß 1, Weißer Strauß 2 (500 × 270 cm, Architekt N. Sagorezki, 1984), Foyer des Nationalen Freundschaftspalasts, Chișinău
- Baum des Lebens (500 × 250 cm, Architekt N. jaschenko, 1986), Festsaal des Heiratspalasts, Chișinău[2]
- Bionik 1, Bionik 2 (500 × 250 cm, 1987), Biotron-Gebäude des Genetik-Instituts der Moldauischen Akademie der Wissenschaften, Chișinău[2]
- Blumen (6 Wandbilder, 150 × 100 cm, Architekt J. Tumanjan, 1989), Foyer der Residenz des moldauischen Präsidenten, Chișinău